# سیارک ۶۸۱۰۹
سیارک ۶۸۱۰۹ (به انگلیسی: 68109 Naomipasachoff، نامگذاری:2000YH135) شصت و هشت هزار و صد و نهمین سیارک کشف شده‌است که در ۱۷ دسامبر ۲۰۰۰ کشف شد.